# Kh-35
Il Kh-35 (in cirillico: Х-35), anche noto come Izdeliye 78 in fase di sviluppo, è un missile antinave subsonico di fabbricazione sovietica, sviluppato dalla Zvedzda OKB negli anni settanta ed immesso in servizio limitato nelle forze armate sovietiche nel 1983.
Progettato per neutralizzare unità di superficie con dislocamento fino alle 5.000 tonnellate, è stato ammesso in servizio attivo solo nel 2003, una volta sviluppata una versione unificata per piattaforme terrestri, aeree e navali, denominata Kh-35U, su richiesta delle forze armate russe.
Quando impiegato da unità di superficie, il Kh-35U diviene parte del sistema d'arma 3K24 Uran (in cirillico: 3К24 Уран, nome in codice NATO: SS-N-25 Switchblade), mentre, se impiegato da batterie costiere, dà origine al sistema missilistico 3K60 Bal (in cirillico: Бал, nome in codice NATO: SSC-6 Sennight). La versione avio-lanciata, infine, prende il nome in codice NATO: AS-20 Kayak.
Realizzato in numerose versioni e soprannominato Harpoonski a causa della forte somiglianza con il suo omologo statunitense Harpoon, è stato esportato presso le forze armate di paesi asiatici ed africani, nei quali presta tuttora servizio.
Nelle forze armate russe, i sistemi Uran sono in fase di dismissione progressiva, gradualmente sostituiti dalle varie versioni dei Kalibr ed Oniks, mentre nella versione avio-lanciata, il Kh-35U è stato integrato con successo sul cacciabombardiere Su-34 nel 2021.

## Storia
Nel 1972 il gruppo Zvezda-Strela (GNPTs) iniziò la sviluppo di un missile antinave per equipaggiare le fregate in corso di introduzione all'epoca e per rimodernare l'armamento delle unità classe Krivak esistenti. Venne quindi prodotto il sistema 3K24 Uran, noto in occidente con il nome in codice NATO SS-N-25, Nel 1983 il missile impiegato dal sistema Uran venne adattato per l'impiego aereo venendo identificato come Kh-35.

## Caratteristiche
È dotato di una fusoliera cilindrica, con una lunghezza di poco oltre 4m, e con 2 serie di ali, la prima delle quali con compiti di stabilizzazione.
Il sensore è installato nel dielettrico a prua, si tratta di un radar attivo che nel recente modello 3M24E è il ARGS 35, con un peso di alcune decine di kg e un raggio di scoperta utile, o almeno di attivazione, di 20 km. Dietro vi è la testata bellica, poi l'elettronica di bordo, la presa d'aria per il motore di sostentamento e quello di spinta a razzo solido, anch'esso con 2 alette di stabilizzazione. L'arma è protetta da un tubo di lancio sigillato, che aiuta a salvarlo dall'umidità e urti. Le alette delle 3 serie cruciformi presenti sono retrattili.
Quando il missile è lanciato, un motore a razzo da 5500 kg spara letteralmente il missile dal tubo fino all'attivazione, dopo pochi secondi del turboreattore, che avviene solo sopra una certa velocità. La potenza del turboreattore R 95-300, da 270 kg, sostiene il volo, eseguito a oltre 1000 km/h, mentre l'autopilota guida l'arma su rotta programmata verso il bersaglio. Infine il radar di bordo si attiva, il missile attacca scendendo dalla quota di soli 10 m, che tiene in crociera, fino ad appena 3-5 m a seconda delle condizioni del mare. Il missile è capace di attaccare superando le difese nemiche con la sua piccola sagoma, appena inficiata dalla grossa presa d'aria, che è sistemata sotto la fusoliera e costituisce la principale differenza che con l'Harpoon, che ce l'ha totalmente radente alla sagoma, senza rigonfiamenti, della fusoliera.
La testata da 145 kg è più leggera di quella dell'arma americana, ma la gittata, maggiormente tenuta in considerazione nel progetto, è superiore a quella dei primi Harpoon, e il carico di esplosivo ad alto potenziale è molto consistente (90 kg) e sufficiente per la messa KO di una nave da guerra di media grandezza.

## Impiego

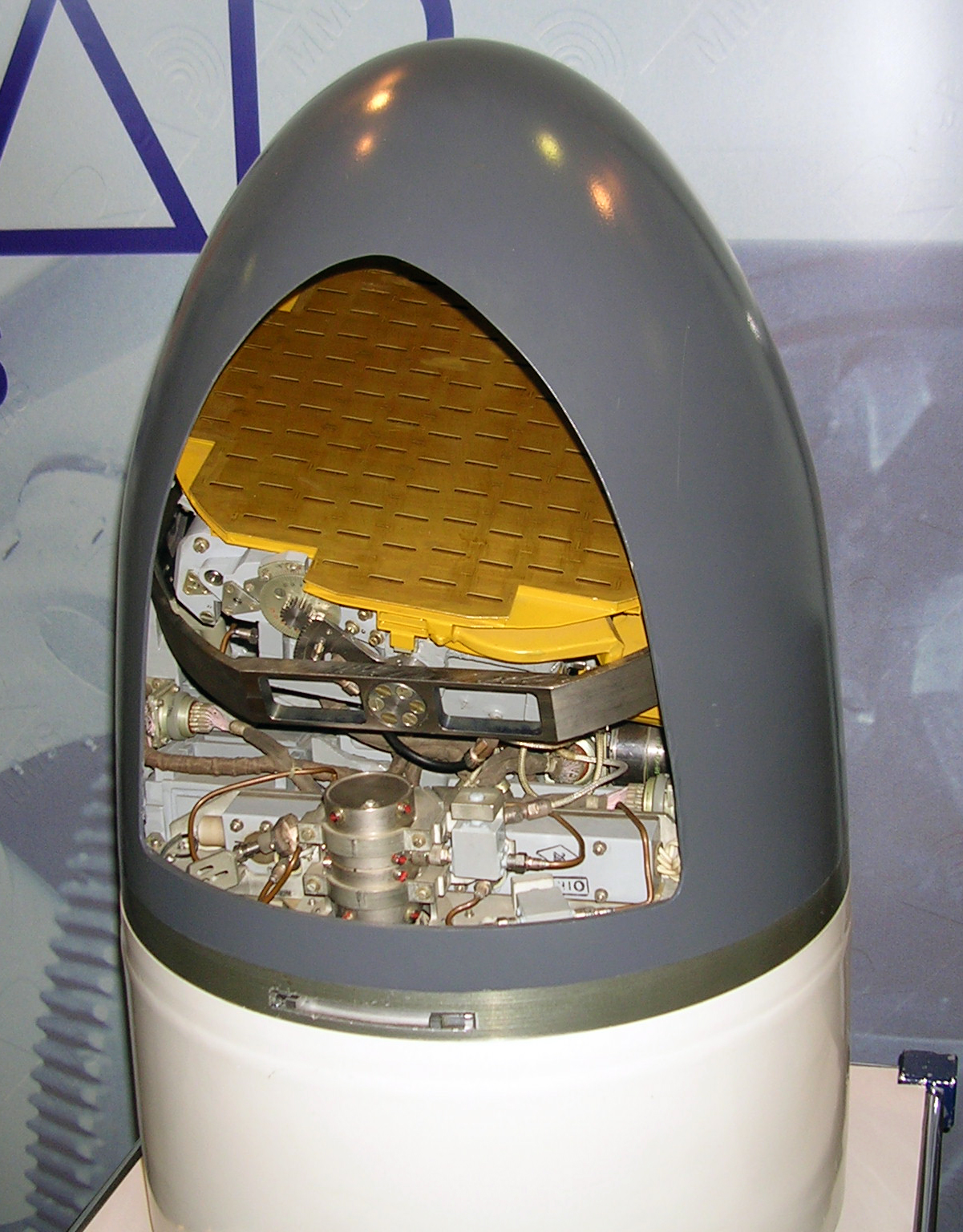
Spaccato della testata di un Kh-35

Considerando che questo missile è offerto a prezzi bassi, negli anni novanta ad appena un terzo del prezzo dell'Harpoon, il successo è arrivato rapidamente. Utilizzabile anche da MiG-21 e 29 ammodernati, oltre a elicotteri, il suo sistema di lancio per navi è dato da complessi di lancio quadrupli KT 184 con un totale di 8 o 16 missili, valore molto consistente per qualunque nave.
I lanciamissili possono essere attivati con lanci simultanei, per saturare le difese, sempre più efficaci, delle navi nemiche.
I missili antinave Uran sono stati per esempio sistemati sulle corvette Tarantul di nuova produzione, e notare bene, queste unità avevano prima installati 4 missili P-80/SS-N 22 'Sunburn' di una versione speciale, appositamente alleggerita e chiamata Moskit. Il costo di tali missili supersonici è alto ed essi sono molto ingombranti. La loro potenza è molto temuta dagli occidentali per la difficoltà di intercettare missili antinave supersonici e a pelo d'acqua, ma a quanto pare, il cambio con i più piccoli Uran è stato gradito: 4 missili supersonici, grandi e pesanti, costosi, relativamente facili da localizzare anche se non da abbattere, contro ben 16 armi più piccole, lente ma discrete nell'avvicinamento, senza ambizioni di essere delle super-armi ma con un ben bilanciato rapporto costo-efficacia. La capacità di sparare 4 salve di 4 missili l'una, ciascuna con un profilo radar ridotto, attacco radente e letalità adeguata, è stata vista come un migliore compromesso. Inoltre, per gli aerei e elicotteri esiste una comunanza praticamente impossibile per i grandi SS-N-22 Sunburn. Inoltre, fatto assolutamente non trascurabile, la gittata è quantomeno comparabile, a motivo del fatto che il volo subsonico è molto meno dispendioso energeticamente parlando.
L'India è diventata rapidamente il cliente di riferimento. Dall'inizio degli anni novanta ha comprato non meno di 416 Uran, consegnati peraltro solo tra il 1997 e il 2004. L'India poteva utilizzare il Sunburn, ma ha declinato l'opzione. Per esempio, oltre che per le Tarantul, anche i caccia classe Delhi hanno ricevuto 16 URAN piuttosto che 8 SS-N-22.

## Versioni
- Kh-35: versione originale
- Kh-35E:[1] versione da esportazione del Kh-35
- Kh-35U: versione unificata del Kh-35, sviluppata su richiesta delle forze armate russe ed entrata in servizio nel 2003. Lanciabile da velivoli, batterie costiere e unità navali[4]
- Kh-35UE: versione da esportazione del Kh-35U
- IC-35: bersaglio da addestramento
- Kh-37: versione proposta con portata 250 km e capacità di utilizzo superficie-superficie, guida GLONASS e testata di ricerca all'infrarosso.[5]
- 3K60 Bal: sistema missilistico da difesa costiera, impiega i missili Kh-35E e Kh-35U.